# ناحية جنينة رسلان
ناحية جنينة رسلان إحدى نواحي سوريا تتبع إداريّاً لمحافظة طرطوس منطقة دريكيش ومركزها بلدة جنينة رسلان، بلغ تعداد سكان الناحية 9,846 نسمة حسب التعداد السكاني لعام 2004.

## بلدات وقرى ناحية جنينة رسلان
بشمس، الدلبة، الدويلية، عين الجاجة، فجليت، حيربرفة، جبل حمد، جنينة رسلان، كرفس، قنية جروة، الصفاصيف، زغرين.